# Dwight H. Little
Pour les articles homonymes, voir Little.
Dwight Hubbard Little est un réalisateur, scénariste et producteur américain, né le 13 janvier 1956 à Cleveland, Ohio (États-Unis).

## Filmographie

### Réalisateur

#### Cinéma
- 1986 : Getting Even (film, 1986) (en)
- 1986 : KGB: la guerre secrète (KGB: The Secret War)
- 1988 : Bloodstone
- 1988 : Halloween 4 : Le Retour de Michael Myers (Halloween 4: The Return of Michael Myers)
- 1989 : Le Fantôme de l'opéra (The Phantom of the Opera)
- 1990 : Désigné pour mourir (Marked for Death)
- 1992 : Rapid Fire
- 1995 : Sauvez Willy 2 : La Nouvelle Aventure (Free Willy 2 : The Adventure Home)
- 1997 : Meurtre à la Maison-Blanche (Murder at 1600)
- 2001 : Deep Blue
- 2004 : Anacondas : À la poursuite de l'orchidée de sang (Anacondas: The Hunt for the Blood Orchid)
- 2010 : Tekken

#### Télévision
- 1989 : Freddy, le cauchemar de vos nuits (Freddy's Nightmares) - Saison 1 épisode : 11
- 1997 : The Practice (série TV)
- 1997 à 1999 : Millennium
  - Saison 1 épisode : 10, 22
  - Saison 3 épisode : 10
- 1998 à 2002 : The Practice : Bobby Donnell et Associés (The Practice)
  - Saison 2 épisode : 24
  - Saison 3 épisode : 4, 6, 14, 23
  - Saison 4 épisode : 13
  - Saison 6 épisode : 3, 18
  - Saison 7 épisode : 9
- 2000 : Adieu soleil (Papa's Angels)
- 2001 : Boss of Bosses (en)
- 2001 : Wolf Lake - Saison 1 épisode : 2
- 2001 : X-Files : Aux frontières du réel (The X-Files) - Saison 9 épisode 14 : Une vue de l'esprit
- 2002 : John Doe - Saison 1 épisode : 6
- 2003 : Veritas: The Quest - Saison 1 épisode : 10
- 2005 : The Inside : Dans la tête des tueurs (The Inside) - Saison 1 épisode : 3, 13
- 2005 - 2006 : Just Legal - Saison 1 épisode : 2, 6
- 2005 à 2009 : Prison Break
  - Saison 1 épisode : 10
  - Saison 2 épisode : 10, 19
  - Saison 4 épisode : 10, 18
- 2006 : New York, cour de justice (Law & Order: Trial by Jury) - Saison 1 épisode : 3
- 2006 : 24 heures chrono (24) - Saison 5 épisode : 19, 20
- 2006 : Vanished - Saison 1 épisode : 6
- 2006 : Day Break - Saison 1 épisode : 5
- 2006 à 2014 : Bones
  - Saison 1 épisode : 11
  - Saison 2 épisode : 14
  - Saison 3 épisode : 8
  - Saison 4 épisode : 11
  - Saison 5 épisode : 6, 13, 18, 21
  - Saison 6 épisode : 4, 13, 21
  - Saison 7 épisode : 2, 8, 11
  - Saison 8 épisode : 4, 17
  - Saison 9 épisode : 9, 14
  - Saison 10 épisode : 2
- 2009 : Castle - Saison 2 épisode : 3
- 2009 : Dollhouse
  - Saison 1 épisode : 11
  - Saison 2 épisode : 7
- 2010 : Tower Prep - Saison 1 épisode : 8
- 2011 : Body of Proof - Saison 2 épisode : 6
- 2011 : Criminal Minds: Suspect Behavior - Saison 1 épisode : 8
- 2011 à 2013 : Nikita
  - Saison 2 épisode : 10
  - Saison 3 épisode : 7, 16, 21
  - Saison 4 épisode : 4
- 2011 à 2014 : Drop Dead Diva
  - Saison 3 épisode : 9
  - Saison 4 épisode : 2
  - Saison 5 épisode : 11
  - Saison 6 épisode : 11
- 2012 : The Finder - Saison 1 épisode 6
- 2014 : Une nuit en enfer (From Dusk till Dawn: The Series) - Saison 1 épisodes 6, 10
- 2014 : Matador (série TV) - Saison 1 épisode 5
- 2014 : Scorpion - Saison 1 épisode : 4

### Producteur
- 1996 : Broken Arrow

### Scénariste
- 1986 : Getting Even (en)
- 1986 : KGB: la guerre secrète (KGB: The Secret War)